# شکارگاه (چخوف)
شکارگاه نام یک کتاب ادبی است که توسط آنتوان چخوف، نویسندهٔ اهل روسیه نوشته شده‌است.